# Llista d'asteroides/91901–92000
| Nom     | Designació provisional | Data de descobriment | Lloc de descobriment | Descobridor/s   |
| ------- | ---------------------- | -------------------- | -------------------- | --------------- |
| 91901 - | 1999 VB15              | 2 de novembre, 1999  | Kitt Peak            | Spacewatch      |
| 91902 - | 1999 VU17              | 2 de novembre, 1999  | Kitt Peak            | Spacewatch      |
| 91903 - | 1999 VA19              | 10 de novembre, 1999 | Farpoint             | G. Bell, G. Hug |
| 91904 - | 1999 VW19              | 7 de novembre, 1999  | Reedy Creek          | J. Broughton    |
| 91905 - | 1999 VB20              | 10 de novembre, 1999 | Višnjan Observatory  | K. Korlević     |
| 91906 - | 1999 VE24              | 15 de novembre, 1999 | Zeno                 | T. Stafford     |
| 91907 - | 1999 VA26              | 13 de novembre, 1999 | Kuma Kogen           | A. Nakamura     |
| 91908 - | 1999 VK27              | 3 de novembre, 1999  | Catalina             | CSS             |
| 91909 - | 1999 VZ28              | 3 de novembre, 1999  | Socorro              | LINEAR          |
| 91910 - | 1999 VD29              | 3 de novembre, 1999  | Socorro              | LINEAR          |
| 91911 - | 1999 VQ29              | 3 de novembre, 1999  | Socorro              | LINEAR          |
| 91912 - | 1999 VC30              | 3 de novembre, 1999  | Socorro              | LINEAR          |
| 91913 - | 1999 VD30              | 3 de novembre, 1999  | Socorro              | LINEAR          |
| 91914 - | 1999 VD31              | 3 de novembre, 1999  | Socorro              | LINEAR          |
| 91915 - | 1999 VF31              | 3 de novembre, 1999  | Socorro              | LINEAR          |
| 91916 - | 1999 VL31              | 3 de novembre, 1999  | Socorro              | LINEAR          |
| 91917 - | 1999 VT31              | 3 de novembre, 1999  | Socorro              | LINEAR          |
| 91918 - | 1999 VS32              | 3 de novembre, 1999  | Socorro              | LINEAR          |
| 91919 - | 1999 VE33              | 3 de novembre, 1999  | Socorro              | LINEAR          |
| 91920 - | 1999 VF33              | 3 de novembre, 1999  | Socorro              | LINEAR          |
| 91921 - | 1999 VN33              | 3 de novembre, 1999  | Socorro              | LINEAR          |
| 91922 - | 1999 VP37              | 3 de novembre, 1999  | Socorro              | LINEAR          |
| 91923 - | 1999 VE38              | 10 de novembre, 1999 | Socorro              | LINEAR          |
| 91924 - | 1999 VL38              | 10 de novembre, 1999 | Socorro              | LINEAR          |
| 91925 - | 1999 VM38              | 10 de novembre, 1999 | Socorro              | LINEAR          |
| 91926 - | 1999 VN38              | 10 de novembre, 1999 | Socorro              | LINEAR          |
| 91927 - | 1999 VA39              | 10 de novembre, 1999 | Socorro              | LINEAR          |
| 91928 - | 1999 VY47              | 3 de novembre, 1999  | Socorro              | LINEAR          |
| 91929 - | 1999 VO48              | 3 de novembre, 1999  | Socorro              | LINEAR          |
| 91930 - | 1999 VT48              | 3 de novembre, 1999  | Socorro              | LINEAR          |
| 91931 - | 1999 VK52              | 3 de novembre, 1999  | Socorro              | LINEAR          |
| 91932 - | 1999 VT53              | 4 de novembre, 1999  | Socorro              | LINEAR          |
| 91933 - | 1999 VB54              | 4 de novembre, 1999  | Socorro              | LINEAR          |
| 91934 - | 1999 VM54              | 4 de novembre, 1999  | Socorro              | LINEAR          |
| 91935 - | 1999 VE55              | 4 de novembre, 1999  | Socorro              | LINEAR          |
| 91936 - | 1999 VC57              | 4 de novembre, 1999  | Socorro              | LINEAR          |
| 91937 - | 1999 VQ58              | 4 de novembre, 1999  | Socorro              | LINEAR          |
| 91938 - | 1999 VB60              | 4 de novembre, 1999  | Socorro              | LINEAR          |
| 91939 - | 1999 VY60              | 4 de novembre, 1999  | Socorro              | LINEAR          |
| 91940 - | 1999 VZ60              | 4 de novembre, 1999  | Socorro              | LINEAR          |
| 91941 - | 1999 VR63              | 4 de novembre, 1999  | Socorro              | LINEAR          |
| 91942 - | 1999 VV63              | 4 de novembre, 1999  | Socorro              | LINEAR          |
| 91943 - | 1999 VA64              | 4 de novembre, 1999  | Socorro              | LINEAR          |
| 91944 - | 1999 VO64              | 4 de novembre, 1999  | Socorro              | LINEAR          |
| 91945 - | 1999 VU64              | 4 de novembre, 1999  | Socorro              | LINEAR          |
| 91946 - | 1999 VM65              | 4 de novembre, 1999  | Socorro              | LINEAR          |
| 91947 - | 1999 VT65              | 4 de novembre, 1999  | Socorro              | LINEAR          |
| 91948 - | 1999 VV67              | 4 de novembre, 1999  | Socorro              | LINEAR          |
| 91949 - | 1999 VY67              | 4 de novembre, 1999  | Socorro              | LINEAR          |
| 91950 - | 1999 VN68              | 4 de novembre, 1999  | Socorro              | LINEAR          |
| 91951 - | 1999 VS68              | 4 de novembre, 1999  | Socorro              | LINEAR          |
| 91952 - | 1999 VV70              | 4 de novembre, 1999  | Socorro              | LINEAR          |
| 91953 - | 1999 VS71              | 4 de novembre, 1999  | Socorro              | LINEAR          |
| 91954 - | 1999 VV76              | 5 de novembre, 1999  | Kitt Peak            | Spacewatch      |
| 91955 - | 1999 VK77              | 3 de novembre, 1999  | Socorro              | LINEAR          |
| 91956 - | 1999 VN77              | 3 de novembre, 1999  | Socorro              | LINEAR          |
| 91957 - | 1999 VO78              | 4 de novembre, 1999  | Socorro              | LINEAR          |
| 91958 - | 1999 VM79              | 4 de novembre, 1999  | Socorro              | LINEAR          |
| 91959 - | 1999 VR79              | 4 de novembre, 1999  | Socorro              | LINEAR          |
| 91960 - | 1999 VA80              | 4 de novembre, 1999  | Socorro              | LINEAR          |
| 91961 - | 1999 VH80              | 4 de novembre, 1999  | Socorro              | LINEAR          |
| 91962 - | 1999 VR85              | 4 de novembre, 1999  | Socorro              | LINEAR          |
| 91963 - | 1999 VB86              | 4 de novembre, 1999  | Socorro              | LINEAR          |
| 91964 - | 1999 VS88              | 4 de novembre, 1999  | Socorro              | LINEAR          |
| 91965 - | 1999 VM89              | 5 de novembre, 1999  | Socorro              | LINEAR          |
| 91966 - | 1999 VP91              | 5 de novembre, 1999  | Socorro              | LINEAR          |
| 91967 - | 1999 VZ91              | 9 de novembre, 1999  | Socorro              | LINEAR          |
| 91968 - | 1999 VA92              | 9 de novembre, 1999  | Socorro              | LINEAR          |
| 91969 - | 1999 VC92              | 9 de novembre, 1999  | Socorro              | LINEAR          |
| 91970 - | 1999 VK92              | 9 de novembre, 1999  | Socorro              | LINEAR          |
| 91971 - | 1999 VO92              | 9 de novembre, 1999  | Socorro              | LINEAR          |
| 91972 - | 1999 VW92              | 9 de novembre, 1999  | Socorro              | LINEAR          |
| 91973 - | 1999 VL93              | 9 de novembre, 1999  | Socorro              | LINEAR          |
| 91974 - | 1999 VG94              | 9 de novembre, 1999  | Socorro              | LINEAR          |
| 91975 - | 1999 VN94              | 9 de novembre, 1999  | Socorro              | LINEAR          |
| 91976 - | 1999 VD96              | 9 de novembre, 1999  | Socorro              | LINEAR          |
| 91977 - | 1999 VH96              | 9 de novembre, 1999  | Socorro              | LINEAR          |
| 91978 - | 1999 VV96              | 9 de novembre, 1999  | Socorro              | LINEAR          |
| 91979 - | 1999 VU97              | 9 de novembre, 1999  | Socorro              | LINEAR          |
| 91980 - | 1999 VD98              | 9 de novembre, 1999  | Socorro              | LINEAR          |
| 91981 - | 1999 VB99              | 9 de novembre, 1999  | Socorro              | LINEAR          |
| 91982 - | 1999 VC102             | 9 de novembre, 1999  | Socorro              | LINEAR          |
| 91983 - | 1999 VY103             | 9 de novembre, 1999  | Socorro              | LINEAR          |
| 91984 - | 1999 VE106             | 9 de novembre, 1999  | Socorro              | LINEAR          |
| 91985 - | 1999 VO113             | 4 de novembre, 1999  | Catalina             | CSS             |
| 91986 - | 1999 VD114             | 9 de novembre, 1999  | Catalina             | CSS             |
| 91987 - | 1999 VF114             | 9 de novembre, 1999  | Catalina             | CSS             |
| 91988 - | 1999 VL114             | 9 de novembre, 1999  | Catalina             | CSS             |
| 91989 - | 1999 VO114             | 9 de novembre, 1999  | Catalina             | CSS             |
| 91990 - | 1999 VO115             | 4 de novembre, 1999  | Kitt Peak            | Spacewatch      |
| 91991 - | 1999 VH116             | 4 de novembre, 1999  | Kitt Peak            | Spacewatch      |
| 91992 - | 1999 VD120             | 4 de novembre, 1999  | Kitt Peak            | Spacewatch      |
| 91993 - | 1999 VP122             | 5 de novembre, 1999  | Kitt Peak            | Spacewatch      |
| 91994 - | 1999 VF124             | 6 de novembre, 1999  | Kitt Peak            | Spacewatch      |
| 91995 - | 1999 VC133             | 10 de novembre, 1999 | Kitt Peak            | Spacewatch      |
| 91996 - | 1999 VG133             | 10 de novembre, 1999 | Kitt Peak            | Spacewatch      |
| 91997 - | 1999 VQ135             | 8 de novembre, 1999  | Socorro              | LINEAR          |
| 91998 - | 1999 VE137             | 12 de novembre, 1999 | Socorro              | LINEAR          |
| 91999 - | 1999 VL139             | 10 de novembre, 1999 | Kitt Peak            | Spacewatch      |
| 92000 - | 1999 VN144             | 11 de novembre, 1999 | Catalina             | CSS             |